# Sutomore
Sutomore je malé pobřežní město v Černé Hoře. Administrativně je součástí opštiny Bar. V roce 2011 zde žilo 2 004 obyvatel. Dříve se na jeho území nalézala rybářská vesnice Spič.

## Podmínky
Sutomore leží v severní části malého Barského zálivu. Terén přímo v centru je téměř rovný, vysoké hory se zdvihají o několik set metrů dále od města. Těm dominuje zejména vrchol Sutorman (805 m). Právě vysoké hory chrání Sutomore od nepříznivých klimatických vlivů z vnitrozemí. V okolí městečka je bujná středomořská vegetace, zejména přízemní trnité keře a cypřiše.

## Zajímavosti a turismus
Sutomore je jedním z hlavních turistických cílů na východním pobřeží Jaderského moře. Známá a oblíbená je zejména hlavní, oblázková pláž, která lemuje pobřežní promenádu v centru. Je 1 300 metrů dlouhá a na jihu ji zakončuje poloostrov Ratac s benediktinským klášterem Panny Marie Ratacké, který byl postaven v 11. století, avšak v 16. století jej vyplenili Turci a za 2. sv. války byl přebudován na pevnost. Další starou církevní památkou je kostel sv. Tekly pocházející již z 8. století. Byl však mnohokrát přestavován a jeho současný vzhled je z 19. století. Jeho hlavní zajímavostí je dvojí oltář jak pro pravoslavné, tak pro katolíky. Ve městě se také nacházejí zbytky turecké pevnosti Tabija. Během léta je v Sutomore dvakrát až třikrát více turistů než místních obyvatel.

## Okolí
Pod svahem kopce Haj Nehaj (232 m) se nachází okrajová čtvrť Zagrađe a vesnice Haj Nehaj. Na vrcholu samotného kopce se nachází stejnojmenná pevnost, kterou postavili Benátčané a později opevnili Turci. Její součástí je kostel sv. Demetria. Pevnost tvoří kromě zřetelného opevnění většinou jen ruiny, ale právě malý kostel byl v létě 2007 zčásti restaurován. Cesta na vrchol je značená červeným kroužkem s bílým středem, neudržovaná, ale celkem zřetelná a schůdná. Z vrcholu je pohled na pobřeží a hory, zajímavé je také řazení cypřišů do různých obrazců.
Prostor ke koupání za hranicemi města nabízí zejména pláž Maljevik, Štrbina a Zaljiv galeba. Na rozdíl od přeplněné hlavní pláže je zde relativně klid. I na těchto plážích je občerstvení a malý bar. Zajímavým místem, cca 5 km na sever, je Královnina pláž (Kraljičina plaža), původně oblíbené místo jugoslávské královny Marije Karađorđević. Je dostupná pouze z moře, ze Sutomore a Petrovace na Moru sem jezdí výletní lodi. Písečná pláž je rozdělena na dvě části, volnou a s placenými místy na ležení s barem.

## Doprava
Město je dostupné po známé Jadranské magistrále, která lemuje celé bývalé jugoslávské pobřeží. Obec leží také na hlavním železničním tahu, který Sutomore spojuje jak s Barem a Podgoricou, tak i s Bělehradem. Staví zde všechny osobní vlaky i rychlíky, kterými mimochodem přijíždí většina turistů. Lodní doprava je možná v sousedním přístavu Bar. V letním období jezdí malé výletní lodi z Baru přes Sutomore do Petrovace a Budvy.